# Древнекорякская культура
Древнекорякская культура (англ. Old Koryak Culture) — археологическая культура, распространенная на северном побережье Охотского моря в V-XVII вв. Сложилась на основе Токаревской культуры. Следы одного из поселений древнекорякской культуры были обнаружены на мысе Братьев. 
Несмотря на то, что древнекорякская культура связывается с предками коряков, ее могильники имели специфические особенности (погребения в расщелинах отвесных скал). Из артефактов обнаружены костяной лук из рога северного оленя и деревянная ложка. Также известны каменные (базальтовые и кремневые) скребки для обработки шкур, а также фрагменты керамики с шнуровым орнаментом. В быту также использовались изделия из бересты.